# یک ذهن شهوت‌آلود
یک ذهن شهوت‌آلود (انگلیسی: A Lustful Mind) با نامِ اصلیِ شهوت (ایتالیایی: Lussuria) یک فیلم اروتیک درام به کارگردانی جو داماتو است که در سال ۱۹۸۶ منتشر شد. از بازیگران فیلم می‌توان به لی‌لی کاراتی و آل کلیور اشاره کرد.